# Werner Peek
Werner Peek (* 6. Juni 1904 in Bielefeld; † 13. Februar 1994 ebenda) war ein deutscher Klassischer Philologe und Epigraphiker.

## Leben
Werner Peek, der Sohn des Volksschullehrers Heinrich Peek, studierte Klassische Philologie und Alte Geschichte an den Universitäten Münster und Göttingen. An der Berliner Universität wurde er 1929 mit einer Dissertation über den inschriftlich überlieferten Isis-Hymnus promoviert (Hymnus in Isim Andrius; veröffentlicht unter dem Titel Der Isishymnus von Andros und verwandte Texte, Berlin 1930). Zu dieser Arbeit hatte ihn der Emeritus Ulrich von Wilamowitz-Moellendorff angeregt, der auch Peeks weitere Karriere durch Empfehlungen beeinflusste. Für das Jahr 1930/1931 erhielt Peek das Reisestipendium des Deutschen Archäologischen Instituts, das ihm einen längeren Aufenthalt in Griechenland und Kleinasien ermöglichte. Mit dem Deutschen Archäologischen Institut in Athen knüpfte er enge Kontakte, die sein Leben lang hielten. 1942 wurde er zum korrespondierenden Mitglied des DAI ernannt.
Nach seinem Griechenland-Aufenthalt arbeitete Peek als Dozent für Klassische Philologie und Alte Geschichte an der Universität zu Berlin, wo der Althistoriker Wilhelm Weber sein Mentor wurde. Diesem hatte Wilamowitz seinen Schüler brieflich als „[s]eine letzte große Hoffnung“ empfohlen. Während der Zeit des Nationalsozialismus engagierte sich Peek in verschiedenen NS-Organisationen. Zum 1. Januar 1934 trat er der NSDAP bei (Mitgliedsnummer 3.398.293), ab 1936 war er Referent im Stab der Reichsjugendführung. In Griechenland war Peek 1938 Mitbegründer und Leiter der örtlichen Hitlerjugend.
1937 habilitierte sich Peek; er lehrte von da an als Universitätsdozent, seit 1944 als außerordentlicher Professor an der Berliner Universität. 1948 wechselte er an die Brandenburgische Landeshochschule Potsdam, 1951 als Lehrstuhlinhaber für Klassische Philologie (Latinistik) an die Universität Halle, wo er bis zu seiner Emeritierung 1969 wirkte. 1982 zog er in seine Geburtsstadt Bielefeld und wirkte einige Zeit als Honorarprofessor an der dortigen Universität. 1994 starb er im hohen Alter, kurz vor Vollendung seines 90. Lebensjahres, als letzter Wilamowitz-Schüler. Seine Sammlung antiker Vasen, seine Manuskript- und Abklatschsammlung sowie seine Privatbibliothek waren schon vorher veräußert worden. Die Drucke aus seinem Nachlass befinden sich heute in großen Teilen im Bestand der Sächsischen Landes- und Universitätsbibliothek Dresden.

## Leistungen
Werner Peeks hauptsächliches Arbeitsgebiet war die griechische Epigraphik. Schon früh fasste er den Plan, die veraltete Sammlung der griechischen Grabepigramme von Georg Kaibel (Epigrammata Graeca ex lapidibus conlecta, 1878) zu ersetzen. Nach mehr als zwanzigjähriger Vorbereitungszeit – die Verzögerungen waren auch dem Zweiten Weltkrieg geschuldet – erschien 1955 der erste Band der Griechischen Vers-Inschriften, der über 2000 Grabinschriften aus allen Epochen des Altertums enthält. Die weiteren Bände sind bis heute unveröffentlicht geblieben. Allerdings legte Peek seine Forschungsergebnisse auch in zahlreichen Aufsätzen nieder. Er blieb bis ins hohe Alter wissenschaftlich tätig.
Ein weiterer Arbeitsschwerpunkt war der spätantike Epiker Nonnos von Panopolis, dem Peek die Monografie Kritische und erklärende Beiträge zu den Dionysiaka des Nonnos (Berlin 1969) und das vierbändige Lexikon zu den Dionysiaka des Nonnos (Hildesheim 1968–1975) widmete.
Peeks Leistungen als Forscher wurden durch die Verleihung des Nationalpreises der DDR (1961) und durch die Aufnahme in zahlreiche wissenschaftliche Akademien gewürdigt. Er war ordentliches Mitglied der Sächsischen Akademie der Wissenschaften (seit 1959) und der Akademie der Wissenschaften zu Berlin (seit 1964), korrespondierendes Mitglied der Heidelberger Akademie der Wissenschaften (seit 1963) und auswärtiges Mitglied der Akademie von Athen (seit 1977).

## Antiken-Sammlung Peek
Seine private „Antiken-Sammlung Peek“, fast 70 Keramikgefäße, wurde Ende der 80er Jahre vom Archäologischen Museum der Westfälischen Wilhelms-Universität erworben. Aus dieser Sammlung wurde im Dezember 2019 ein Skyphos aus dem 6. vorchristlichen Jahrhundert, die Trophäe für den Sieger des Marathonlaufs bei den 1. Olympischen Spielen der Neuzeit im Jahr 1896, Spyridon Louis, an sein Ursprungsland zurückgegeben und wird nun im Museum der Geschichte der antiken Olympischen Spiele in Olympia ausgestellt.